# Ophiopogon clarkei
Ophiopogon clarkei är en sparrisväxtart som beskrevs av Joseph Dalton Hooker. Ophiopogon clarkei ingår i släktet Ophiopogon och familjen sparrisväxter. Inga underarter finns listade i Catalogue of Life.